# Diepensteynmolen
De Diepensteynmolen is een watermolen in de tot de Vlaams-Brabantse gemeente Londerzeel behorende plaats Steenhuffel, gelegen aan Watermolenstraat 35.
Deze onderslagmolen op de Grote Molenbeek fungeerde als korenmolen.

## Geschiedenis
In 1279 was er al sprake van een watermolen op deze plaats. Deze behoorde bij de heerlijkheid Diepensteyn. Vanaf 1730 tot zeker 2016 kwamen de molenaars uit de familie De Boeck.
Tot in de jaren '50 van de 20e eeuw was de molen in gebruik. Enige jaren nadien werd het rad verwijderd. In 1976 werd het molenhuis als woning ingericht.
De molen is van baksteen maar de gevel aan de beekzijde is gebouwd in natuursteen. In de molen zijn nog drie koppels molenstenen te vinden waarvan er twee door een elektromotor worden aangedreven.
In 1994 werd de molen geklasseerd als monument.
- Inventaris van het Bouwkundig Erfgoed (Vlaanderen): 40119